# Dangerous – The Short Films
Dangerous – The Short Films je zbirka kratkih filmova američkog glazbenika Michaela Jacksona, koja je prvotno objavljena na VHS-u 1993. godine, a zatim i na DVD-u 2001. godine.

## Popis pjesama
1. "Black or White"
2. "Heal the World" (Super Bowl XXVII verzija za vrijeme poluvremena)
3. "Remember the Time"
4. "Will You Be There"
5. "In the Closet"
6. "Gone Too Soon"
7. "Jam"
8. "Heal the World"
9. "Give In to Me"
10. "Who Is It"
11. "Dangerous"

## Naklada
| Zemlja     | Naklada       | Prodaja |
| ---------- | ------------- | ------- |
| Australija | Platinasta    | 15.000  |
| Njemačka   | Platinasta    | 50.000  |
| Španjolska | Zlatna        | 10.000  |
| SAD        | 2x Platinasta | 200.000 |